# Brian Gibbons (hockey sur glace, 1988)
Pour les articles homonymes, voir Brian Gibbons.
Brian Gibbons (né le 26 février 1988 à Braintree dans le Massachusetts aux États-Unis) est un joueur professionnel américain de hockey sur glace qui évolue au poste d'ailier droit.

## Biographie
Gibbons commence sa carrière en jouant avec l'école Salisbury School en 2006-2007 avant de rejoindre en 2007 et pour quatre saisons les Eagles de Boston College, équipe universitaire du Boston College. Il termine sa première saison avec son équipe en ne manquant qu'un seul match et avec différentiel de +32. Il aide alors son équipe à remporter le titre de champion de la NCAA contre le Fighting Irish de Notre Dame ; son équipe s'impose 4-1 et Gibbons est auteur de deux passes décisives.
En 2009-2010, il est le deuxième meilleur pointeur de son université avec 50 points, derrière Cam Atkinson auteur de trois points de plus. Il remporte un deuxième titre de champion national avec les Eagles. Gibbons joue sa dernière saison avec les Eagles en 2010-2011 en tant qu'assistant-capitaine de l'équipe avant de signer un contrat avec l'organisation des Penguins de Pittsburgh de la Ligue nationale de hockey le 4 avril 2011,.
Il passe l'intégralité des saisons 2011-2012 et 2012-2013 dans la Ligue américaine de hockey avec les Penguins de Wilkes-Barre/Scranton, équipe affiliée à celle de Pittsburgh. En septembre 2013, il obtient sa place dans la LNH avec les Penguins de Pittbsurgh mais partage la saison entre la LNH et la LAH. Le 18 novembre 2013, il fait ses débuts dans la LNH et inscrit son premier but contre les Ducks d'Anaheim. Lors du deuxième match des séries éliminatoires de la Coupe Stanley 2014, il inscrit les deux premiers buts de son équipe, dont un en infériorité numérique, mais les Penguins s'inclinent tout de même sur leur glace 4-3 contre les Blue Jackets de Columbus après deux prolongations.
Le 4 juillet 2014, il signe à titre d'agent libre avec les Blue Jackets de Columbus.
Le 25 février 2019, il est échangé aux Sénateurs d'Ottawa contre le défenseur Patrick Sieloff .

## Statistiques

### En club
| Saison     | Équipe                            | Ligue       |     | Saison régulière | Saison régulière | Saison régulière | Saison régulière | Saison régulière |   | Séries éliminatoires | Séries éliminatoires | Séries éliminatoires | Séries éliminatoires | Séries éliminatoires |
| Saison     | Équipe                            | Ligue       | PJ  | B                | A                | Pts              | Pun              | PJ               | B | A                    | Pts                  | Pun                  |                      |                      |
| 2006-2007  | Salisbury School                  | TC. High    | 25  | 8                | 19               | 27               | -                | -                | - | -                    | -                    | -                    |                      |                      |
| 2007-2008  | Eagles de Boston College          | Hockey East | 43  | 13               | 22               | 35               | 32               | -                | - | -                    | -                    | -                    |                      |                      |
| 2008-2009  | Eagles de Boston College          | Hockey East | 36  | 9                | 19               | 28               | 52               | -                | - | -                    | -                    | -                    |                      |                      |
| 2009-2010  | Eagles de Boston College          | Hockey East | 42  | 16               | 34               | 50               | 78               | -                | - | -                    | -                    | -                    |                      |                      |
| 2010-2011  | Eagles de Boston College          | Hockey East | 39  | 18               | 33               | 51               | 79               | -                | - | -                    | -                    | -                    |                      |                      |
| 2011-2012  | Penguins de Wilkes-Barre/Scranton | LAH         | 70  | 11               | 19               | 30               | 26               | 9                | 0 | 0                    | 0                    | 8                    |                      |                      |
| 2012-2013  | Penguins de Wilkes-Barre/Scranton | LAH         | 70  | 8                | 22               | 30               | 34               | 15               | 3 | 5                    | 8                    | 22                   |                      |                      |
| 2013-2014  | Penguins de Wilkes-Barre/Scranton | LAH         | 28  | 11               | 19               | 30               | 43               | -                | - | -                    | -                    | -                    |                      |                      |
| 2013-2014  | Penguins de Pittsburgh            | LNH         | 41  | 5                | 12               | 17               | 6                | 8                | 2 | 1                    | 3                    | 2                    |                      |                      |
| 2014-2015  | Falcons de Springfield            | LAH         | 26  | 3                | 8                | 11               | 14               | -                | - | -                    | -                    | -                    |                      |                      |
| 2014-2015  | Blue Jackets de Columbus          | LNH         | 25  | 0                | 5                | 5                | 8                | -                | - | -                    | -                    | -                    |                      |                      |
| 2015-2016  | Wolf Pack de Hartford             | LAH         | 63  | 6                | 17               | 23               | 30               | -                | - | -                    | -                    | -                    |                      |                      |
| 2016-2017  | Devils d'Albany                   | LAH         | 72  | 16               | 20               | 36               | 38               | 4                | 1 | 0                    | 1                    | 2                    |                      |                      |
| 2017-2018  | Devils du New Jersey              | LNH         | 59  | 12               | 14               | 26               | 20               | 2                | 0 | 0                    | 0                    | 0                    |                      |                      |
| 2018-2019  | Ducks d'Anaheim                   | LNH         | 43  | 2                | 3                | 5                | 16               | -                | - | -                    | -                    | -                    |                      |                      |
| 2018-2019  | Sénateurs d'Ottawa                | LNH         | 20  | 6                | 8                | 14               | 4                | -                | - | -                    | -                    | -                    |                      |                      |
| 2019-2020  | Checkers de Charlotte             | LAH         | 26  | 4                | 14               | 18               | 40               | -                | - | -                    | -                    | -                    |                      |                      |
| 2019-2020  | Hurricanes de la Caroline         | LNH         | 15  | 0                | 0                | 0                | 4                | -                | - | -                    | -                    | -                    |                      |                      |
| 2020-2021  | Lausanne Hockey Club              | DEL         | 46  | 11               | 22               | 33               | 58               | 6                | 0 | 2                    | 2                    | 4                    |                      |                      |
| 2021-2022  | Linköping HC                      | SHL         | 17  | 0                | 1                | 1                | 8                | -                | - | -                    | -                    | -                    |                      |                      |
| 2022-2023  | ERC Ingolstadt                    | DEL         | 11  | 2                | 2                | 4                | 8                | -                | - | -                    | -                    | -                    |                      |                      |
| Totaux LNH | Totaux LNH                        | Totaux LNH  | 189 | 25               | 42               | 67               | 54               | 10               | 2 | 1                    | 3                    | 2                    |                      |                      |

### En équipe nationale
| Année | Équipe     | Compétition          |   | PJ | B | A | Pts | Pun                |  | Résultat |
| 2018  | États-Unis | Championnat du monde | 7 | 0  | 0 | 0 | 2   | Médaille de bronze |  |          |

## Honneurs et trophées personnels
- 2007-2008 : champion de la NCAA
- 2009-2010 : champion de la NCAA